# Vienna (Georgia)
Vienna è una città degli Stati Uniti d'America, situata in Georgia, nella Contea di Dooly, della quale è il capoluogo.